# غراهام هيرست (لاعب كريكت)
غراهام هيرست (22 سبتمبر 1960 في المملكة المتحدة - ) (بالإنجليزية: Graham Hurst)‏ هو لاعب كريكت بريطاني. لعب مع نادي مقاطعة دورهام للكريكت ‏.

## وصلات خارجية
- غراهام هيرست على موقع إي آس بي آن كريك إنفو (الإنجليزية)